# Mastixis tessellata
Mastixis tessellata är en fjärilsart som beskrevs av Druce 1891. Mastixis tessellata ingår i släktet Mastixis och familjen nattflyn. Inga underarter finns listade i Catalogue of Life.